# Justyna Majkowska
Justyna Majkowska (sinh ngày 17 tháng 7 năm 1977 tại Zduńska Wola) là ca sĩ Ba Lan, cựu giọng ca chính của ban nhạc Ich Troje. Cô tốt nghiệp Đại học Opole.

## Tiểu sử
Justyna Majkowska hợp tác với ban nhạc Erato do Andrzej Wawrzyniak khởi xướng và tham gia nhiều lễ hội âm nhạc toàn quốc. Ngày 16/4 cô tham gia buổi truyền hình trực tiếp tại trường quay S1 với dẫn chương trình Henryk Debich trên Đài phát thanh Łódź.
Từ tháng 3 năm 2001 đến tháng 5 năm 2003, ca sĩ hợp tác với ban nhạc Ich Troje . Năm 2001, họ phát hành Ad. 4, và một năm sau, album thứ năm được phát hành, mang tên Po piąte... a niech gadają.
Vào ngày 2 tháng 4 năm 2004,  cô phát hành album solo đầu tiên của mình mang tên Nie czekam na cud (Tạm dịch: Tôi không chờ đợi một phép màu) ☃☃ với ban nhạc Erato. Hãng thu âm là Fonografika.
Hãng đĩa Anaconda Productions phát hành album solo thứ hai của Justyna Majkowska vào ngày 14 tháng 11 năm 2011 mang tên Zakochana od jutra (Tạm dịch: Yêu từ ngày mai). Album gồm 10 ca khúc mới và một bản phối hoàn toàn mới của ca khúc sáng tác từ thời Justyna Majkowska còn trong nhóm nhạc Ich Troje mang tên "Zawsze pójdę w Twoją stronę  (Tạm dịch: Em sẽ luôn về bên anh). Album đề cử cho giải thưởng  European Independent Album of the Year.
Năm 2016, cô thu âm bài hát "Krzyk"  cùng với Michał Wiśniewski nằm trong album Nierdzewny. Vào ngày 24 tháng 6 cùng năm, cô tham gia một buổi hòa nhạc nhân dịp kỷ niệm 20 năm thành lập ban nhạc Ich Troje biểu diễn tại Katowice .
Vào ngày 8 tháng 9 năm 2018, cô tham gia lễ kỷ niệm 30 năm sự nghiệp âm nhạc ca sĩ Michał Wiśniewski .

## Giải thưởng
Ban nhạc Erato
- 1997: Giải Grand Prix và giải thưởng dành cho nhà báo tại Liên hoan Baszta97 ở Ostrzeszów
- 1998: Giải Grand Prix của Liên hoan thơ ca ở Limanowa
- 1998: Vị trí thứ 2 tại Liên hoan "Dopóki jestem uśmiechem, słowem, gestem" ở Sieradz

Ban nhạc Ich Troje
- 2001: Giải thưởng khán giả KFPP tại Opole
- 2001: Giải Grand Prix và giải thưởng khán giả tại lễ hội các nước vùng Baltic - Karlshamn ở Thụy Điển
- 2002: đề cử " Fryderyk " trong hạng mục Album và nhóm nhạc của năm
- 2003: giành chiến thắng trong vòng loại Ba Lan đầu tiên cho Eurovision Song Contest
- 2003: Vị trí thứ 7 tại Eurovision Song Contest ở Riga

Bài hát solo
- 2012: Album của Justyna Majkowska, có tựa đề Zakochana od jutra (Tạm dịch: Yêu từ ngày mai), được đề cử cho European Independent Album of the Year Award [6]

## Đời tư
Ngày 7 tháng 5 năm 2005, cô kết hôn với Jarosław Miśkiewicz, và vào ngày 25 tháng 9 năm 2005, cô sinh một cậu con trai là Ignacy. Tháng 6 năm 2016, con gái Aniela chào đời . Năm 2018, cô sinh con thứ ba là con trai.

## Tác phẩm
| Tiêu đề                                            | Dữ liệu album                                                    |
| -------------------------------------------------- | ---------------------------------------------------------------- |
| Nie czekam na cud (Tôi không chờ đợi một phép màu) | - Ngày: 2 tháng 4 năm 2004 - Hãng thu âm: Fonografika            |
| Zakochana od jutra (Yêu từ ngày mai)               | - Ngày: 14 tháng 11 năm 2011 - Hãng thu âm: Anaconda Productions |

## Đóng phim
- 2002: Gwiazdor [9]